# Alonso Acosta
Alonso Acosta Arrieta (Montería, Córdoba, Colombia, 10 de febrero de 1989) es un futbolista colombiano que juega como defensa y actualmente se encuentra sin equipo.

## Trayectoria
Inició su carrera en el Córdoba F. C., en el cual jugaba de defensa central. Se formó en la Escuela "El Pibe".
En el 2007, es cedido al Atlético de la Sabana, donde debuta en febrero y donde convierte su primer gol en el torneo de ascenso. 
En el 2011 es cedido al Uniautónoma. De ahí es cedido en el 2012 al Valledupar F. C. por seis meses. Regresa al Uniautónoma en el segundo semestre de ese año, club que queda como campeón del Torneo Ascenso en el 2013. Convierte 3 goles con Uniautónoma. 
En el 2016 es cedido al Real Cartagena, donde convierte un gol en la temporada. 
En el 2017 fichó por el club peruano Carlos A. Mannucci de Trujillo, donde convierte un gol en la temporada.

## Clubes
| Club                  | País     | Año         |
| --------------------- | -------- | ----------- |
| Córdoba F. C.         | Colombia | 2006 - 2008 |
| Atlético de la Sabana | Colombia | 2009 - 2010 |
| Uniautónoma           | Colombia | 2011        |
| Valledupar F. C.      | Colombia | 2012        |
| Uniautónoma           | Colombia | 2012 - 2015 |
| Real Cartagena        | Colombia | 2016        |
| Carlos A. Mannucci    | Perú     | 2017        |